# Malattia rara
Una malattia rara è considerata ogni malattia che ha, nella popolazione generale, una prevalenza inferiore ad una data soglia, codificata dalla legislazione di ogni singolo paese.
Nell'Unione europea, secondo la definizione adottata dal programma d'azione comunitario sulle malattie rare 1999-2003, si intendono per malattie rare tutte quelle patologie che presentano una prevalenza inferiore a 5 casi ogni 10 000 persone. Altri paesi adottano parametri leggermente diversi: ad esempio negli USA una malattia rara è definita tale se colpisce non più di 200 000 abitanti, mentre in Giappone la cifra massima di persone affette deve essere inferiore ai 50.000 individui.

## Caratteristiche generali
La definizione fondata sulla sola prevalenza fa sì che il termine includa patologie di origini e tipologie assai diverse: congenite, infettive, tumorali, genetiche, degenerative; tuttavia è predominante la modalità di trasmissione per via genetica, che si stima interessi l'80% di tutte le malattie rare. Allo stesso modo le malattie rare possono colpire tutti i distretti e sistemi del corpo umano (l'apparato digerente o quello respiratorio, la pelle, il sistema nervoso e così via), e a volte anche più di uno, diventando così patologie che richiedono un approccio multidisciplinare.
La quasi totalità delle malattie rare sono anche croniche e invalidanti, e il paziente affetto deve convivere con i sintomi e le difficoltà indotte per tutta la vita, spesso fin dalla nascita.
In molti casi si tratta di patologie pericolose per la sopravvivenza del paziente, che riducono la speranza di vita media e che determinano sempre una riduzione della qualità della vita.
Durante il decorso della malattia, inoltre, il paziente si può spesso trovare a soffrire l'isolamento e l'incomprensione della comunità in cui vive a causa della mancanza di informazione e di conoscenza sulla patologia e sulle sue manifestazioni, situazioni queste ultime spesso aggravate da mancanze e discriminazioni di genere a carico dei centri e sportelli sanitari locali.

## Quante sono le malattie rare?
Esistono moltissime malattie rare. Nel 2006 la cifra stimata è stata tra le 6000 e le 7000 patologie già classificate, ma questa cifra cresce costantemente con l'avanzare della scienza medica e della ricerca genetica. Una malattia considerata inizialmente rara può diventare col tempo una malattia comune, ad esempio quando i sintomi sfumati possono presentare difficoltà nella diagnosi oppure nel caso di malattie trasmissibili (come ad esempio l'AIDS).
La stragrande maggioranza sono delle malattie di origine genetica, identificabili per un difetto del corredo genetico. Può quindi accadere che patologie delle quali sia stata identificata la precisa eziologia vengano riconosciute non come varianti, ma come malattie con una propria dignità nosologica.

## I malati rari
Il riferimento all'intera popolazione di un continente, come avviene in Europa, consente il verificarsi di situazioni particolari date dal fatto che una determinata patologia può essere diffusa localmente per motivi genetici, infettivi o ambientali. In questo caso la malattia, pur essendo globalmente rara e quindi definita tale, non lo sarà in particolari zone geografiche (ad esempio talassemia o anemia mediterranea).
In Unione europea, con una popolazione di circa 400 milioni di abitanti, la stima di Eurordis (European Organisation for Rare Diseases) è di un coinvolgimento tra il 6 e l'8% della popolazione, con un numero di malati rari di 24-36 milioni di persone.
Le ultime stime di Monitorare, il Rapporto annuale sulla condizione delle persone con malattia rara, collocano fra i 2,2 e i 3,5 milioni di persone la popolazione italiana affetta da malattia rara.

## Diagnosi
L'Università di Melbourne alla la conferenza annuale della Società Europea di Genetica Umana ha presentato un test del sangue non mirato che col prelievo di un millilitro di sangue in 3 giorni restituisce il sequenziamento di 8.000 proteine, coprendo più del 50% dei geni noti. Il test può essere eseguito anche sui genitori per malattie ereditarie recessive. Il test è candidato a diventare parte integrante della procedura diagnostica standard per le malattie genetiche rare.
Le mutazioni geniche dei 5.000 geni noti causano più di 7.000 tipi diversi di malattie.

## Terapie orfane
Per molte malattie rare sia la diagnosi che il trattamento possono essere difficoltosi, sia per uno scarso livello di conoscenza medico-scientifico, sia per il poco interesse che le case farmaceutiche hanno e avrebbero nella ricerca e produzione di farmaci utilizzabili da pochissimi clienti.
Per tali motivi si parla di farmaco orfano, cioè di farmaco probabilmente utile alla terapia di una malattia rara, ma non prodotto per cause commerciali.
In pochi casi e per patologie particolarmente gravi, una pressante attività di sensibilizzazione da parte dei pazienti ha prodotto grandi risultati. Sono nate in alcuni paesi diverse iniziative tese a incentivare le case farmaceutiche e gli istituti di ricerca nella messa a punto di prodotti o soluzioni specifiche.
Stati Uniti, Australia, Giappone e Unione Europea si sono dotate di apposite legislazioni che favoriscono con agevolazioni fiscali e commerciali la creazione di medicinali orfani. In Europa in particolare il Regolamento europeo 141/2000/CE ha dato avvio alla fase di definizione di interventi atti a ridurre il disagio dei malati rari e aumentare la disponibilità di ausili farmacologici, diagnostici e tecnici che ne migliorassero la qualità della vita. L'applicazione del regolamento è progredita da allora diversamente in qualità e quantità nei paesi membri.
L'attenzione per le malattie rare a livello legislativo e amministrativo è relativamente recente. Questo perché il trattamento di una malattia rara, quando possibile, ha un costo per paziente molto più elevato di quello di una malattia comune e tende quindi a non essere mai inserito tra le priorità, a meno che la gravità della patologia o l'attivismo dei pazienti non la imponga all'attenzione.
Al 2025, la maggior parte delle ricerche genetiche tradizionali si sono concentrate sul 2% del DNA che codifica direttamente le proteine, trascurando il restante 98%, che gioca comunque un ruolo nell'espressione genica e nella comparsa di malattia rare. Tale quota preponderante del DNA veniva addirittura definita come "DNA spazzatura".